# 왕자훙
왕자훙(王家鴻(왕가홍), 1896년 2월 15일~1997년 5월 14일)은 중화민국의 대학 교수 출신의 외교관 겸 정치인이며, 시인(시문학가)으로도 활약을 하였다. 자(字)는 중원(仲文)이며 호(號)는 취루(蘧廬·劬廬).

## 생애

### 일생
1918년 우한 외국어전문학교 독일어학과(전문학사)를 나온 후 독일로 유학을 하여 베를린 대학교 및 동 대학원을 나왔다. 그 후 귀국을 하여 대학 교수, 외교관, 중국국민당 고문 겸 당무위원 등을 지냈다. 1949년 8월 15일 국부천대 사태로 인하여 타이베이(타이완)로 이주 후 타이완 원화 대학교 석좌교수 등을 지냈다.

## 트리비아

### 국제정치외교학 관련
때때로 대한민국의 자유중화민국(타이완) 관련 국제정치외교학자들은, 한국어 독음으로써, 왕자훙 그를 왕가홍으로 지칭하여 불렀었다.